# Le Voyage fantastique (film, 1966)
Pour les articles homonymes, voir Le Voyage fantastique.
Pour plus de détails, voir Fiche technique et Distribution.
Le Voyage fantastique (Fantastic Voyage) est un film américain de science-fiction réalisé par Richard Fleischer, sorti en 1966.

## Synopsis
Les États-Unis et l'Union soviétique ont chacun développé une technologie qui permet à la matière d'être miniaturisée grâce à un procédé qui rétrécit chaque atome séparément mais a un intérêt limité puisque les objets reviennent à leur taille initiale après 60 minutes au plus.
Jan Benes, un scientifique travaillant derrière le rideau de fer, a découvert comment rendre le rétrécissement permanent. Le scientifique passe à l'Ouest, mais dès son arrivée, un attentat le laisse plongé dans un coma profond avec un caillot de sang dans le cerveau. Le gouvernement des États-Unis est impatient de lui sauver la vie afin qu'il puisse partager le secret de la miniaturisation illimitée. Pour résorber le caillot, un groupe de scientifiques comprenant Grant, le capitaine Bill Owens, le Dr Michaels, le Dr Peter Duval et son assistante, Cora Peterson, prennent place à bord du Proteus, un sous-marin miniaturisé puis injecté dans Benes.
En raison de la durée du procédé de miniaturisation, l'équipe ne dispose que d’une heure pour trouver et détruire le caillot avant une mort certaine : une fois que le sous-marin miniaturisé commencera à reprendre sa taille normale, il deviendra la cible du système immunitaire de Benes et sera détruit. Beaucoup d'obstacles gênent l'équipage pendant le voyage. Un accident de parcours les force à passer par le cœur, qui est provisoirement arrêté pour éviter des turbulences funestes, mais aussi par les poumons pour se réapprovisionner en oxygène. Les membres de l'équipage sont bientôt contraints à « cannibaliser » leur appareil de radio afin de réparer le laser destiné à détruire le caillot de sang : il devient évident qu'il y a un saboteur dans le groupe.

## Fiche technique
- Titre : Le Voyage fantastique
- Titre original : Fantastic Voyage
- Réalisation : Richard Fleischer
- Scénario : Harry Kleiner et David Duncan, d'après une histoire de Otto Klement et Jay Lewis Bixby
- Musique : Leonard Rosenman
- Photographie : Ernest Laszlo
- Montage : William B. Murphy (en)
- Décors : Walter M. Scott et Stuart A. Reiss
- Production : Saul David pour 20th Century Fox
- Société de production : 20th Century Fox
- Pays de production :  États-Unis
- Format : couleurs (DeLuxe) - son mono (Westrex Recording System)
- Durée : 100 minutes[2]
- Dates de sortie :
  - États-Unis : 24 août 1966
  - France : 13 janvier 1967
- Affiche : Raymond Elseviers (Belgique)

## Distribution
- Stephen Boyd (VF : Jacques Thébault) : Grant
- Raquel Welch (VF : Arlette Thomas) : Cora Peterson
- Edmond O'Brien (VF : Jean Davy) : le général Carter
- Arthur Kennedy (VF : André Valmy) : le docteur Duval
- Donald Pleasence (VF : Georges Riquier) : le docteur Michaels
- Arthur O'Connell (VF : Roger Tréville) : le colonel Donal Reid
- William Redfield (VF : Pierre Fromont) : le capitaine Bill Owens
- Jean Del Val : Jan Benes
- Barry Coe (en) : l'assistant de liaison
- Ken Scott (en) : l'homme des services secrets
- Shelby Grant (en) : l'infirmière
- James Brolin : le technicien

## Autour du film
- Le film a inspiré deux livres d'Isaac Asimov (voir « Bibliographie ») : Le Voyage fantastique, novélisation du film écrite la même année, et Destination cerveau — une version plus satisfaisante pour l'écrivain —, roman publié en 1987[3][réf. nécessaire].
- Pour simuler la nage dans différents fluides corporels, les acteurs, attachés à des câbles, ont été filmés à une vitesse une fois et demie supérieure à la normale. Ainsi, il se dégage de leurs mouvements une impression de lenteur caractéristique lorsque la pellicule défile normalement.
- Le Proteus, le vaisseau utilisé pour se déplacer dans le corps humain, est l'œuvre de Harper Goff, à qui l'on doit aussi le Nautilus de Vingt Mille Lieues sous les mers, film également réalisé par Richard Fleischer.
- Dans ce film, il n'est jamais fait référence explicitement à l'Union soviétique. On y parle seulement des « Autres », comme dans la série Lost : Les Disparus.
- La série animée Futurama, créée par Matt Groening, parodie ouvertement le film dans l’épisode 4 de sa 3e saison intitulé Parasite Lost, les décors psychédéliques, style « lampe à lave », y compris. Dans ce pastiche, l'équipe de Futurama se miniaturise pour aller combattre des bactéries vermiformes mutantes et symbiotiques que Fry a stupidement ingérées en mangeant un innommable sandwich sous cellophane, acheté dans le relais autoroutier cosmo-sidéral le plus repoussant de toutes les galaxies.
- Salvador Dalí a été associé à la promotion du film et il a peint à cette occasion Le Voyage fantastique, une œuvre pour laquelle Raquel Welch pose et où elle apparaît à la fois en portrait et comme un nu en pied.
- Dans Rick et Morty, saison 1 épisode 3, un groupe de scientifiques se rétrécit pour rentrer dans le corps d'un autre scientifique, dans le coma, en référence au film[4].
- Le film a droit à son remake en 1987 L'Aventure intérieure de Joe Dante.

## Distinctions
- Oscar des meilleurs effets spéciaux visuels et celui des meilleurs décors
- nommé aux Oscars pour la meilleure photographie, meilleurs effets spéciaux sonores et meilleur montage
- nommé au prix Hugo de science-fiction